# آدمک (فیلم ۱۳۵۰)
آدمک فیلمی به کارگردانی و نویسندگی خسرو هریتاش محصول سال ۱۳۵۰ است.

## خلاصه داستان

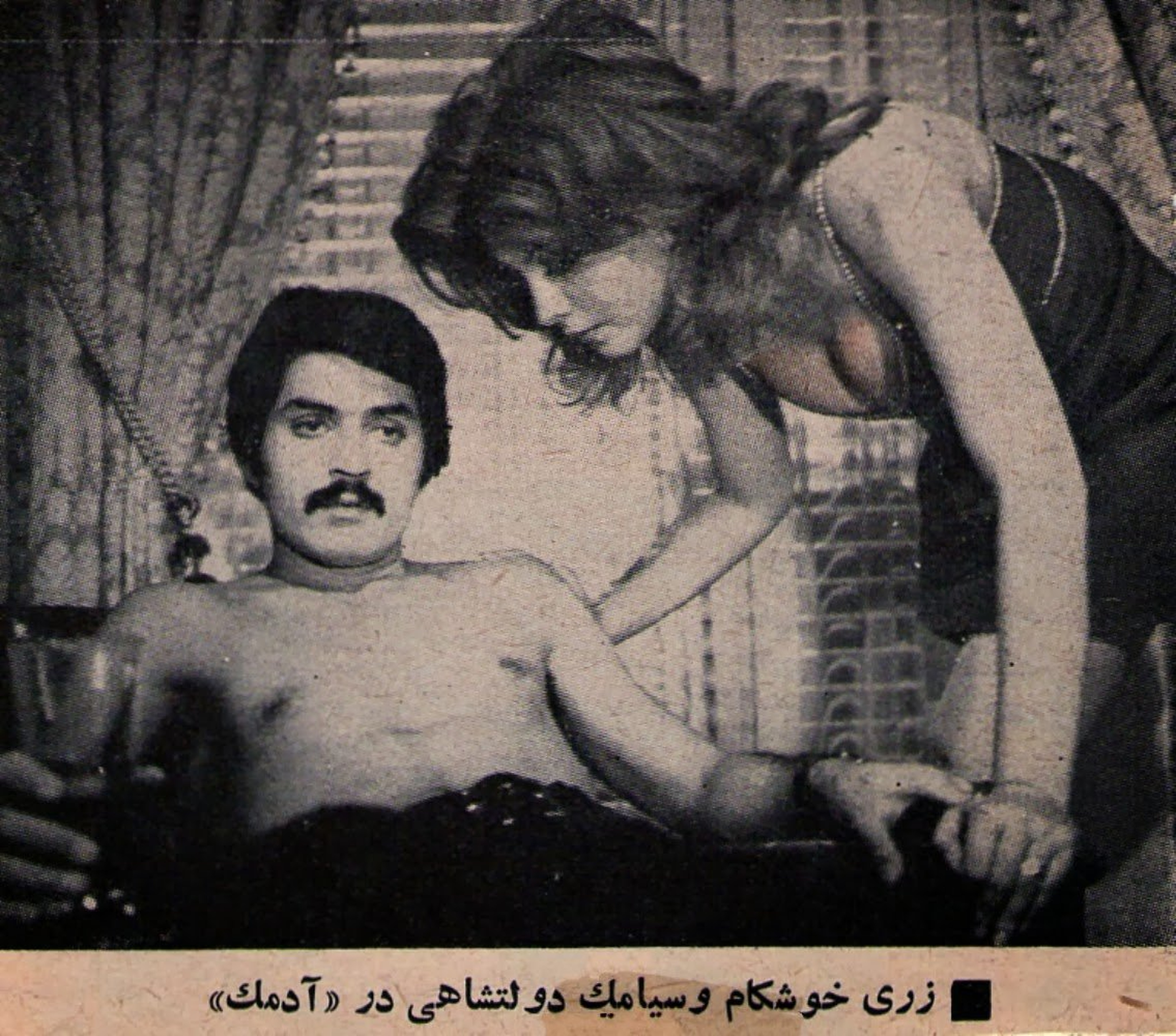
زری خوشکام

بابک، فرزند پزشکی که در شهر کاشان صاحب یک بیمارستان خصوصی است، اعتنائی به موقعیت اشرافی خانواده اش ندارد، به همین دلیل حاضر به ازدواج با مینا، دختری که مادرش برای او در نظر گرفته، نمی‌شود. او به درخواست پدرش به کاشان می‌رود تا بیمارستان پدرش را اداره کند. در آن جا با جوانی درویش مسلک و خانواده ای آشنا می‌شود که پسر بزرگ آن‌ها مبتلا به سرطان خون است. بابک که خود نیز پزشک است، مداوای محمود را به عهده می‌گیرد و با خواهر او نسرین روابط دوستانه ای برقرار می‌کند. محمود که از ادامه زندگی ناامید است اقدام به خودکشی می‌کند. بابک پس از این واقعه نسبت به زندگی جاری بی‌اعتنائی بیشتری نشان می‌دهد و به دامن طبیعت پناه می‌برد و با پسرک چوپانی به دست افشانی می‌پردازد.

## بازیگران
- سیامک دولتشاهی
- زری خوشکام
- جواد اسحاقی
- فریده صادقیان
- گورک نوربان
- بهروز به نژاد
- پروین دولتشاهی
- میراحمد ایروانلو
- تاجی
- همایونی
- تورج شعبان خانی
- کمال اعتمادی
- چینی لاک
- ژاله علو
- علی ظهیری